# Gottfried Gruben
Gottfried Gruben, né le 21 juin 1929 à Gênes (Italie) et mort le 24 novembre 2003 en Bavière (Allemagne), est un chercheur allemand, historien de l'architecture et des techniques du bâtiment.

## Biographie
Gruben a d'abord étudié la philologie classique et l'archéologie à l'Université de Francfort-sur-le-Main à partir de 1949, puis l'architecture à l'Université technique de Munich à partir de 1951, où il obtient son diplôme en 1956 et se spécialise en histoire de l'architecture ancienne sous la direction de Friedrich Krauss. Parallèlement, Ernst Buschor, professeur d'archéologie classique à Munich jusqu'en 1959 et directeur des fouilles de l'Héraion de Samos jusqu'en 1961, lui fait découvrir le monde de l'art et de la pensée de la période archaïque grecque.
Après avoir obtenu son diplôme, il travaille durant une courte période comme architecte indépendant et, en 1958, occupe un poste de chercheur dans le domaine du bâtiment à l'Institut archéologique allemand (DAI) d'Athènes. Là, il se voit d'abord confier les recherches sur la construction du Dipylon dans le cadre des fouilles céramiques allemandes, mais mène également des recherches sur Samos, Égine et Mégare. En 1960, Gruben soutient sa thèse de doctorat sur les chapiteaux en marbre des Diptères archaïques de l'Héraion de Samos - thèse pour laquelle il reçoit la même année une bourse de l'Institut archéologique allemand.
Il poursuit ensuite son travail à Athènes jusqu'à ce qu'il accepte un appel de l'Université technique de Munich en 1966. De 1966 jusqu'à sa retraite en 1994, Gruben est titulaire de la chaire d'histoire de l'architecture à l'Université technique de Munich.
Son domaine de recherche était l'architecture de la Grèce archaïque , notamment l'architecture ionienne des Cyclades et de Samos, avec ses études du Didymaion et de l'Artémision de Sardes, mais aussi de l'Asie Mineure. Il lui tenait particulièrement à cœur de comprendre l'histoire de l'architecture comme faisant partie de l'histoire culturelle et intellectuelle et d'approfondir la compréhension de la culture ancienne à partir des résultats d'enquêtes purement techniques sur les bâtiments. De cette manière, il fut l'un des premiers à découvrir les particularités de l'architecture cycladique, ses particularités dues au marbre comme matériau de construction et sa position dans le contexte de l'architecture grecque et de la construction des temples grecs. Son livre Les Temples des Grecs, publié pour la première fois en 1966, est considéré comme un ouvrage de référence.
Dans le même temps, sa compréhension de la recherche en matière de construction, transférable avec succès à d’autres époques culturelles, a eu un effet fructueux sur la préservation des monuments, non seulement dans la région méditerranéenne, mais aussi en Allemagne. Gruben a encouragé de nombreux étudiants en architecture à se spécialiser dans le domaine de la recherche en bâtiment. Parmi ses étudiants figurent entre autres : Hansgeorg Bankel, Lothar Haselberger, Klaus Herrmann, Hermann J. Kienast, Wolf Koenigs, Manolis Korres, Gert Mader, Dieter Mertens, Aenne Ohnesorg, Manfred Schuller, Thekla Schulz, Ernst-Ludwig Schwandner, Sebastian Storz, Berthold F. Weber et Wolfgang W. Wurster.
En septembre 2003, il est grièvement blessé lors d'un effondrement survenu lors de travaux de fouilles dans une zone archéologique de l'île de Samos. Cette blessure est à l'origine de son décès quelques mois plus tard.
Le musicien Tobias Gruben (de) (1963-1996) est son fils.

## Principaux ouvrages
(juin 2025).
- Die Südhalle. In: Mitteilungen des Deutschen Archäologischen Instituts, Athenische Abteilung 72, 1957, S. 52–64.
- Die Kapitelle des Heratempels auf Samos. München 1960 (Kurzdruck der Dissertation).
- avec Helmut Berve und Max Hirmer: Griechische Tempel und Heiligtümer. München, Hirmer 1961.
- Beobachtungen zum Artemis-Tempel von Sardis. In: Mitteilungen des Deutschen Archäologischen Instituts, Athenische Abteilung 76, 1961, S. 155–196.
- Das archaische Didymaion. In: Jahrbuch des Deutschen Archäologischen Instituts 78, 1963, S. 78–177.
- Das Quellhaus von Megara. In: Archaiologikon Deltion 1964.
- Die Tempel der Griechen. Hirmer, München 1966.
  - 4. Auflage Hirmer, München 1986,  (ISBN 3-7774-4400-6).
  - 5. völlig überarbeitete und erweiterte Auflage unter dem Titel Griechische Tempel und Heiligtümer. Hirmer, München 2001,  (ISBN 3-7774-8460-1).
- avec Wolf Koenigs (de), Der „Hekatompedos“ von Naxos, in: Archäologischer Anzeiger, 1968, S. 693–717.
- Untersuchungen am Dipylon 1964–66 (von Athen). In: Archäologischer Anzeiger 1969, S. 31–40.
- avec Wolf Koenigs (de), Der „Hekatompedos“ von Naxos und der Burgtempel von Paros. In: Archäologischer Anzeiger 1970, S. 135–153.
- Naxos und Paros. 3. vorläufiger Bericht. In: Archäologischer Anzeiger 1972, S. 319–379.
- Naxos und Paros. 4. vorläufiger Bericht. In: Archäologischer Anzeiger 1982, Teil I: S. 159–229, Teil II: S. 621–689.
- Weitgespannte Marmordecken in der Griechischen Architektur. In: Architectura 1985, S. 105–116.
- avec Vassilis Lambrinoudakis u. a.: Das neuentdeckte Heiligtum von Iria auf Naxos. In: Archäologischer Anzeiger 1987, S. 569–621.
- Die Entwicklung der Marmorarchitektur auf Naxos und das neuentdeckte Dionysos-Heiligtum in Iria. In: Nürnberger Blätter zur Archäologie 8, 1991/92, S. 41–51.
- Griechische Un-Ordnungen. In: Ernst-Ludwig Schwandner (Hrsg.): Säule und Gebälk. Diskussionen zur Archäologischen Bauforschung Bd. 6, Zabern, Mainz 1996, S. 61–77.
- Klassische Bauforschung. In: Adolf Borbein, Tonio Hölscher, Paul Zanker (Hrsg.): Klassische Archäologie. Reimer, Berlin 2000, S. 251–279 (Digitalisat).
- Klassische Bauforschung. Hirmer, München 2007,  (ISBN 978-3-7774-3085-0) (S. 302ff. Schriftenverzeichnis von Gottfried Gruben).
- Der polykratische Tempel im Heraion von Samos. Hrsg. und für den Druck vorbereitet von Hermann J. Kienast. Reichert, Wiesbaden 2014,  (ISBN 978-3-95490-041-1).
- avec Klaus Müller: Das Dipylon (Kerameikos. Ergebnisse der Ausgrabungen Bd. 22). Reichert, Wiesbaden 2018,  (ISBN 978-3-95490-306-1).